# Oxystomina inexpugnabilis
Oxystomina inexpugnabilis is een rondwormensoort uit de familie van de Oxystominidae. De wetenschappelijke naam van de soort is voor het eerst geldig gepubliceerd in 1993 door Bussau.